# Carsten Busch (Fußballspieler)
Carsten Busch (* 7. August 1980 in Rostock) ist ein ehemaliger deutscher Fußball-Torwart.

## Karriere
Busch durchlief ab 1987 zunächst die Jugendabteilungen der SG Dynamo Rostock in seiner Geburtsstadt, wechselte ab 1993 nach Berlin, wo er aufeinanderfolgend in den Jugendmannschaften des F.C. Hertha Zehlendorf und des Lichterfelder FC spielte. 1997 kehrte er nach Rostock zurück, um sich Hansa Rostock anzuschließen, in dessen Herrenmannschaft er schließlich 1999 aufrückte. Dabei wurde Busch zunächst der Reservemannschaft Hansas zugeteilt und spielte für diese in den Spielzeiten 1999/2000 bis 2005/06 in der viertklassigen Oberliga Nordost in insgesamt 130 Partien. Sowohl die Saison 1999/2000 als auch in der Saison 2004/05 beendete die Mannschaft als Meister ihrer Oberliga-Staffel, auf den Aufstieg in die drittklassige Regionalliga verzichtete der Verein jedoch. Zudem gewann Busch mit Hansas Reserve sowohl 2004/05 als auch 2005/06 den Mecklenburg-Vorpommern-Pokal. Durch seine Leistungen hatte sich Busch zuletzt auch als dritter Torhüter hinter Mathias Schober und Axel Keller für die Lizenzmannschaft empfohlen, konnte sich dort aber nicht gegen seine Konkurrenten durchsetzen und absolvierte keinen Einsatz für Rostock im Profibereich. 
2006 verließ Busch Hansa nach neun Jahren Zugehörigkeit, um sich dem Oberliga-Konkurrenten SV Babelsberg 03 anzuschließen. Bei diesem wurde Busch 2006/07 Stammtorhüter und trug mit 29 Einsätzen maßgeblich zum Aufstieg des Oberligisten in die drittklassige Regionalliga bei. In dieser blieb Busch 2007/08 Stammtorhüter Babelsbergs, absolvierte weitere 29 Ligaspiele und gewann mit der Mannschaft den Brandenburgischen Landespokal, an dessen Gewinn er auch schon im Vorjahr beteiligt gewesen war. Als die Regionalliga mit der Einführung der 3. Liga im Sommer 2008 zur Viertklassigkeit abgestuft wurde, wechselte Busch jedoch zum zukünftigen Drittligisten 1. FC Union Berlin.
Während der Spielzeit 2008/09 der 3. Liga erhielt Jan Glinker den Vorzug im Tor der Hauptstädter, so dass Busch zunächst Ersatztorhüter und auch für Berlins zweite Mannschaft in der Verbandsliga Berlin eingesetzt wurde. Da Union zum Ende der Saison aber bereits als Meister der 3. Liga und somit als Aufsteiger in die 2. Bundesliga feststand, absolvierte Busch am letzten Spieltag gegen die Kickers Emden seinen ersten Einsatz in einer Profiliga, wobei das Spiel 3:2 verloren ging. Erst am 23. Spieltag Zweitliga-Saison 2009/10 absolvierte Busch seinen nächsten Profi-Einsatz, als er den erkrankten Glinker beim 3:2-Sieg seiner Mannschaft gegen die TuS Koblenz vertrat. Am 22. April 2010 gab der Verein bekannt, dass Buschs zum Saisonende 2010 auslaufende Vertrag nicht verlängert werde.
Im Januar 2011 schloss Busch sich dem FSV 63 Luckenwalde an, mit dem er in der Südstaffel der Oberliga Nordost spielte. Nach 18 Monaten Vereinszugehörigkeit wechselte er 2012 zum Ligakonkurrenten BFC Dynamo. Ab 2013 spielte er im unterklassigen Amateurbereich noch für die RSV Eintracht 1949. Nach halbjähriger Unterbrechung 2015 beim Werderaner FC Viktoria 1920 kehrte er Anfang 2016 in deren zweite Mannschaft zurück, ehe er seine aktive Karriere beendete.